# Ziziphora
- Commons
- Wikispecies

Ziziphora L. é um gênero botânico da família Lamiaceae

## Espécies
Apresenta 73 espécies:
Ziziphora abd Ziziphora acinoides Ziziphora acutifolia
Ziziphora afghanica Ziziphora alboi Ziziphora alpina
Ziziphora aragonensis Ziziphora biebersteiniana Ziziphora borzhomica
Ziziphora bracteolata Ziziphora brantii Ziziphora brevicalyx
Ziziphora bungeana Ziziphora canescens Ziziphora capitata
Ziziphora capitellata Ziziphora cleonioides Ziziphora clinopodioides
Ziziphora compacta Ziziphora cunila Ziziphora dasyantha
Ziziphora denticulata Ziziphora dzhavakhishvilii Ziziphora elbursensis
Ziziphora fasciculata Ziziphora filicaulis Ziziphora galinae
Ziziphora glabella Ziziphora glabrata Ziziphora glomerata
Ziziphora gundelsheimeri Ziziphora hispanica Ziziphora hispida
Ziziphora intermedia Ziziphora interrupta Ziziphora javanica
Ziziphora karjagini Ziziphora kurdica Ziziphora lanceolata
Ziziphora magakjani Ziziphora mariana Ziziphora media
Ziziphora mussini Ziziphora nummularia Ziziphora odoratissima
Ziziphora pamiroalaica Ziziphora parviflora Ziziphora pedicellata
Ziziphora persica Ziziphora pseudodasyantha Ziziphora pulchella
Ziziphora pulegioides Ziziphora pungens Ziziphora puschkini
Ziziphora puschkinii Ziziphora raddei Ziziphora rigida
Ziziphora ronningeri Ziziphora serpyllacea Ziziphora siliquosa
Ziziphora spicata Ziziphora subcapitata Ziziphora subnivalis
Ziziphora suffruticosa Ziziphora szowitsii Ziziphora taurica
Ziziphora tenuior Ziziphora thymifolia Ziziphora thymoides
Ziziphora tomentosa Ziziphora turcomanica Ziziphora verticillata
Ziziphora vichodceviana Ziziphora woronowii
- «Lista completa»

## Classificação do gênero
| Sistema | Classificação                    | Referência               |
| ------- | -------------------------------- | ------------------------ |
| Linné   | Classe Diandria, ordem Monogynia | Species plantarum (1753) |